# A.R. Murugadoss
A.R. Murugadoss nato Murugadoss Arunasalam (Kallakkurichi, 25 settembre 1974) è un regista, sceneggiatore e produttore cinematografico indiano.
Lavora principalmente per film in lingua tamil, ma anche in lingua telugu e lingua hindi.
Nel 2014 ha vinto il Filmfare Award come "miglior regista".

## Filmografia

### Regista e sceneggiatore
- Dheena (2001)
- Ramana (2002)
- Ghajini (2005)
- Stalin (2006)
- Ghajini (2008)
- 7am Arivu (2011)
- Thuppakki (2012)
- Holiday: A Soldier Is Never Off Duty (2014)
- Kaththi (2014)
- Akira (2016)
- Spyder (2017)
- Sarkar (2018)
- Darbar (2020)

### Sceneggiatore
- Maan Karate (2014)
- Khaidi No. 150 (2017)
- Raangi (2020)

### Produttore
- Engaeyum Eppothum (2011)
- Vathikuchi (2013)
- Raja Rani (2013)
- Maan Karate (2014)
- 10 Endrathukulla (2015)
- Akira (2016)
- Rangoon (2017)